# Melias (Pereiro de Aguiar)
Melias (llamada oficialmente Santa María de Melias) es una parroquia del municipio español de Pereiro de Aguiar, en la provincia de Orense, Galicia. 

## Organización territorial
La parroquia está formada por once entidades de población:
- Agra
- Bouzas de Fondo
- Casdemiro
- Cimadevila
- El Condado (O Condado)
- Espeteiras (As Peteiras)
- Espiñedo
- Frieira
- Lamagrande
- Ouriz
- Ventosela

## Demografía
| Gráfica de evolución demográfica de Melias entre 2000 y 2023 |
|                                                              |
| Datos según el nomenclátor publicado por el INE.             |